# Telmatobius schreiteri
Espèce
Statut de conservation UICN

 EN B2ab(iii) : En danger
Telmatobius schreiteri est une espèce d'amphibiens de la famille des Telmatobiidae.

## Répartition
Cette espèce est endémique de la province de La Rioja, dans l'ouest de l'Argentine. Elle se rencontre entre 1 800 et 2 050 m d'altitude.

## Étymologie
Cette espèce est nommée en l'honneur de Carlos Rodolfo Schreiter (1877-1942).

## Publication originale
- Vellard, 1946 : Morfología del hemipenis y evolución de los ofidios. Acta zoologica lilloana, vol. 3, p. 263-288.